# Coupe du monde de football 1986
Navigation
Espagne 1982 Italie 1990
La Coupe du monde de football 1986 est la treizième édition de la Coupe du monde de football. Elle se tient au Mexique du 31 mai au 29 juin 1986 et est remportée par l'équipe d'Argentine.
L'organisation est initialement confiée en 1978 à la Colombie qui doit se désister en 1982. L'épreuve est alors déplacée au Mexique, seize ans après l'édition 1970. Un important tremblement de terre en septembre 1985 sème le doute sur la capacité du Mexique à organiser l'événement. Mais les stades ayant été peu affectés, la préparation se fait sans incidents notables.
1986 étant déclarée année de la paix par les Nations unies, tous les stades portent l'emblème de la FIFA avec la légende « Football for peace — Peace Year » (« Football pour la paix — année de la paix »). Il est par ailleurs  décidé qu'à partir de cette édition, la finale ne sera plus rejouée en cas d'égalité à l'issue de la prolongation (règle prévue en 1982 pour la grande finale), mais qu'une séance de tirs au but s'appliquera.
L’équipe d’Argentine est emmenée par Diego Maradona alors au sommet de son art à 25 ans. Celui-ci alimente les annales de la Coupe du monde lors du quart de finale remporté 2-1 face à l'Angleterre, d'une part en marquant un but de la main validé par l'arbitre tunisien Ali Bennaceur, qu'il qualifiera pour l'histoire de « Main de Dieu », d'autre part en dribblant la moitié de la formation adverse pour offrir le deuxième but à son équipe. Il signe ensuite un nouveau doublé en demi-finale face à la Belgique (2-0). En finale, l'Albiceleste affronte l’Allemagne de l’Ouest le 26 juin 1986 au stade Azteca de Mexico et l'emporte 3-2, empochant un deuxième titre après sa victoire en 1978. Diego Maradona est élu meilleur joueur et passeur de ce Mondial, dont le meilleur marqueur est l'Anglais Gary Lineker, auteur de six buts.
Après avoir éliminé le Brésil lors d'une rencontre intense en quart de finale (1-1 après prolongations puis 4-3 aux tirs au but), l'équipe de France échoue en demi-finale pour la troisième fois de son histoire (après 1958 et 1982), et pour la seconde fois consécutive face à la RFA qu'elle avait affrontée à ce stade lors d'un match d'anthologie en 1982. La France se console toutefois en remportant la « petite finale » (rééditant sa performance de 1958) grâce à sa victoire sur la Belgique 4-2 après prolongation.

## Attribution du pays organisateur
La Colombie est désignée le 9 juin 1978 pour organiser la Coupe du monde 1986. Mais la hausse des exigences de la FIFA pour le cahier des charges (demande de mise à disposition de douze stades de plus de 40 000 places dont deux de plus de 80 000), la montée du narcotrafic dans le pays et la chute des cours du café (importante source de revenus pour la Colombie) pousse la Colombie à se désister pour raisons économiques,. Le Mexique, déjà organisateur en 1970, les États-Unis et le Canada se portent candidats à l’organisation : c’est le Mexique qui est désigné le 20 mai 1983 au détriment des deux autres pays nord-américains.

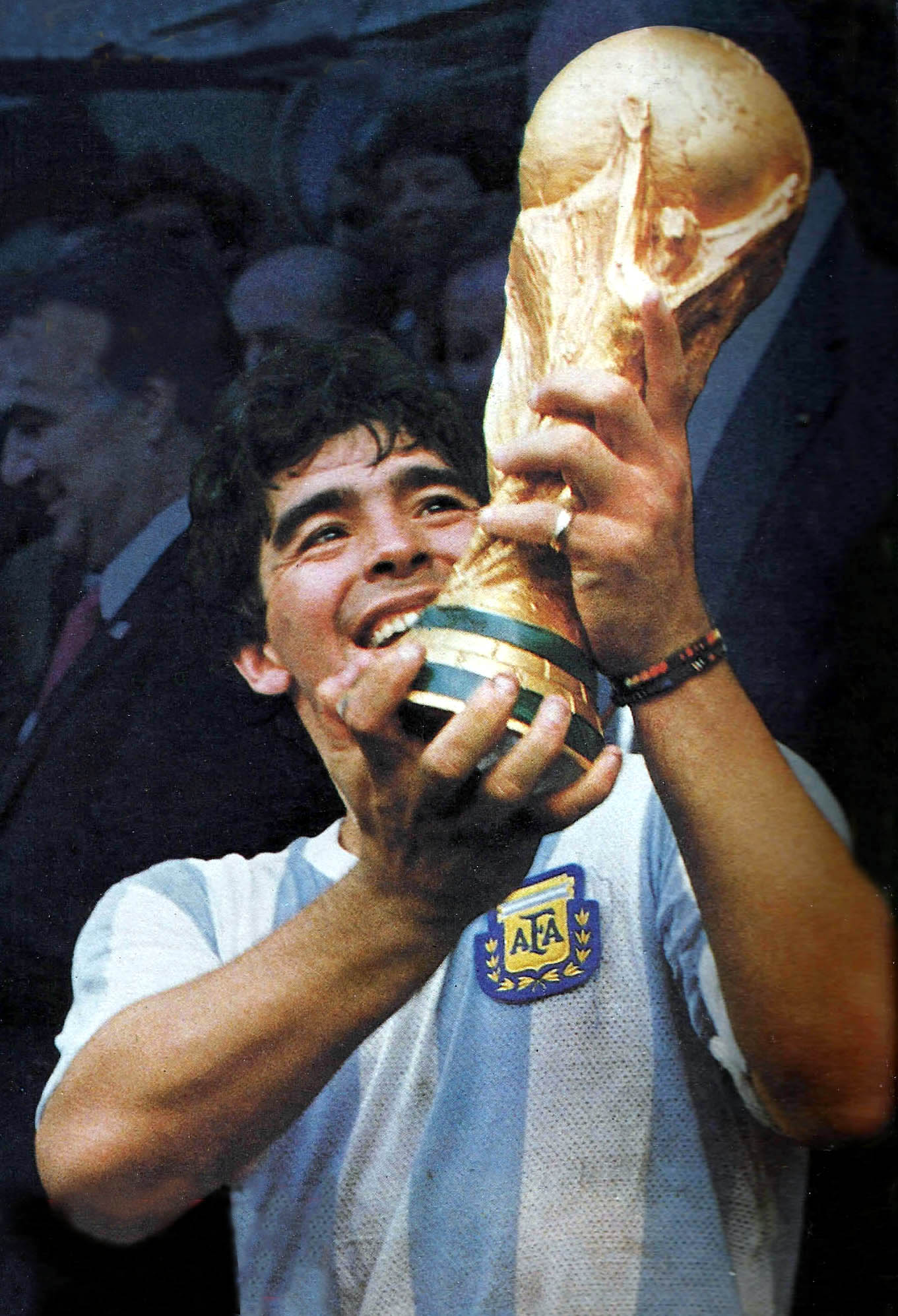
Diego Maradona capitaine de l'Albiceleste avec le trophée de la coupe du monde.

## Stades
| \| Guadalajara Irapuato León Mexico Monterrey Nezahualcóyotl Puebla Santiago de Querétaro Toluca \| Sites de la Coupe du monde 1986 |
| Guadalajara Irapuato León Mexico Monterrey Nezahualcóyotl Puebla Santiago de Querétaro Toluca                                       |

- Guadalajara : Stade Jalisco (66 000 places) et Stade 3 de marzo (30 000)
- Irapuato : Estadio Sergio León Chávez (31 000)
- León : Estadio Nou Camp (31 000)
- Mexico : Stade Azteca (114 580) et Estadio Olímpico Universitario (72 000)
- Monterrey : Estadio Universitario (44 000) et Estadio Tecnológico (34 000)
- Nezahualcóyotl : Stade Neza 86 (35 000)
- Puebla : Stade Cuauhtémoc (46 000)
- Santiago de Querétaro : Stade Corregidora (39 000)
- Toluca : Estadio Nemesio Díez (33 000)

## Résumé
Comme en 1982, 24 équipes participent à la phase finale. Mais le format de la compétition évolue : la formule « championnat » du deuxième tour (les 12 équipes qualifiées réparties en 4 groupes de 3) est abandonnée au profit d'une phase à élimination directe (commençant par des huitièmes de finale) jugée plus spectaculaire. Pour passer le tableau de 12 à 16 équipes, 4 équipes sont ainsi repêchées (les meilleurs troisièmes des six groupes). À la suite de la controverse suscitée quatre ans plus tôt par le match où l'Autriche et l'Allemagne de l'Ouest avaient produit un résultat qui leur permettait d'avancer toutes les deux au tour suivant aux dépens de l'Algérie, la FIFA décida de supprimer le privilège accordé lors du premier tour du mundial 1982 aux têtes de série qui disputaient l'ultime rencontre de leur groupe (en connaissant donc le résultat de l'autre match de la dernière journée). Depuis lors les matchs de la dernière journée d'une même poule sont joués simultanément. Pour la première fois apparaît la notion de meilleur troisième, qui ne donne pas totalement satisfaction.
Ce tournoi a vu se dérouler de belles parties avec de jolis buts, les équipes les plus attrayantes sur le plan du jeu restent l'URSS, le Danemark, le Brésil, la France et la Belgique. L'une des plus grandes surprises vint de la Corée du Sud tenant tête aux champions sortants italiens avant de céder sur le score de 3-2. Le Maroc fit aussi impression en sortant en tête d'un des groupes les moins inspirés devant l'Angleterre et la Pologne. Le Danemark et l'Allemagne de l'ouest sortirent du « groupe de la mort » malgré le bon jeu des Uruguayens et la ténacité des Écossais.
Lors des huitièmes de finale, les favoris s'imposèrent à l'exception de l'URSS, battue par la Belgique après prolongation, et surtout du Danemark, étrillé 5-1 par l'Espagne. La suspension de leur vedette Frank Arnesen lors du dernier match de poule face à la RFA est sans doute l'une des raisons de l'échec d'un des épouvantails de la compétition. Le Brésil, l'Argentine, l'Angleterre et le Mexique atteignirent eux aussi les quarts de finale.
Présentée par beaucoup comme une des équipes favorites du tournoi deux ans après avoir survolé l'Euro 1984, la France ne parvient pas à se hisser en finale. Son meilleur joueur Platini étant diminué par une blessure et Giresse à court de forme, l'organisation du jeu de l'équipe de France s'en ressent. Les Français commencent le tournoi poussivement mais montent en puissance au fil des matchs, notamment grâce à Rocheteau qui va s'affirmer comme passeur décisif à quatre reprises en trois matchs. La France, tombeuse de l'Italie en huitièmes de finale (2-0), fait face au Brésil, autre prétendant sérieux au titre, pour un quart de finale d'anthologie à Guadalajara. Après l'ouverture du score de Careca à laquelle répond le but égalisateur de Platini en première mi-temps, les Brésiliens de Telê Santana touchent les montants par deux fois et manquent un penalty à 12 minutes de la fin du temps règlementaire. Au cours de la prolongation Bellone manque de peu sur un contre de donner l'avantage à la France, mais aucun but supplémentaire n'est finalement marqué. Le séance de tirs au but sourit aux Français qui se qualifient pour le dernier carré (4-3). Mais les Bleus, en panne de jambes et d'inspiration, échouent à nouveau (comme à Séville en 1982) contre la RFA en demi-finale (défaite 0-2), des Allemands qui n'avaient pourtant pas brillé lors des tours précédents (qualification 4-1 aux tirs au but contre le Mexique en quart de finale, courte victoire 1-0 face au Maroc en huitième de finale). Les Tricolores se consolent en s'emparant de la 3e place aux dépens de l'équipe surprise du tournoi : la Belgique.

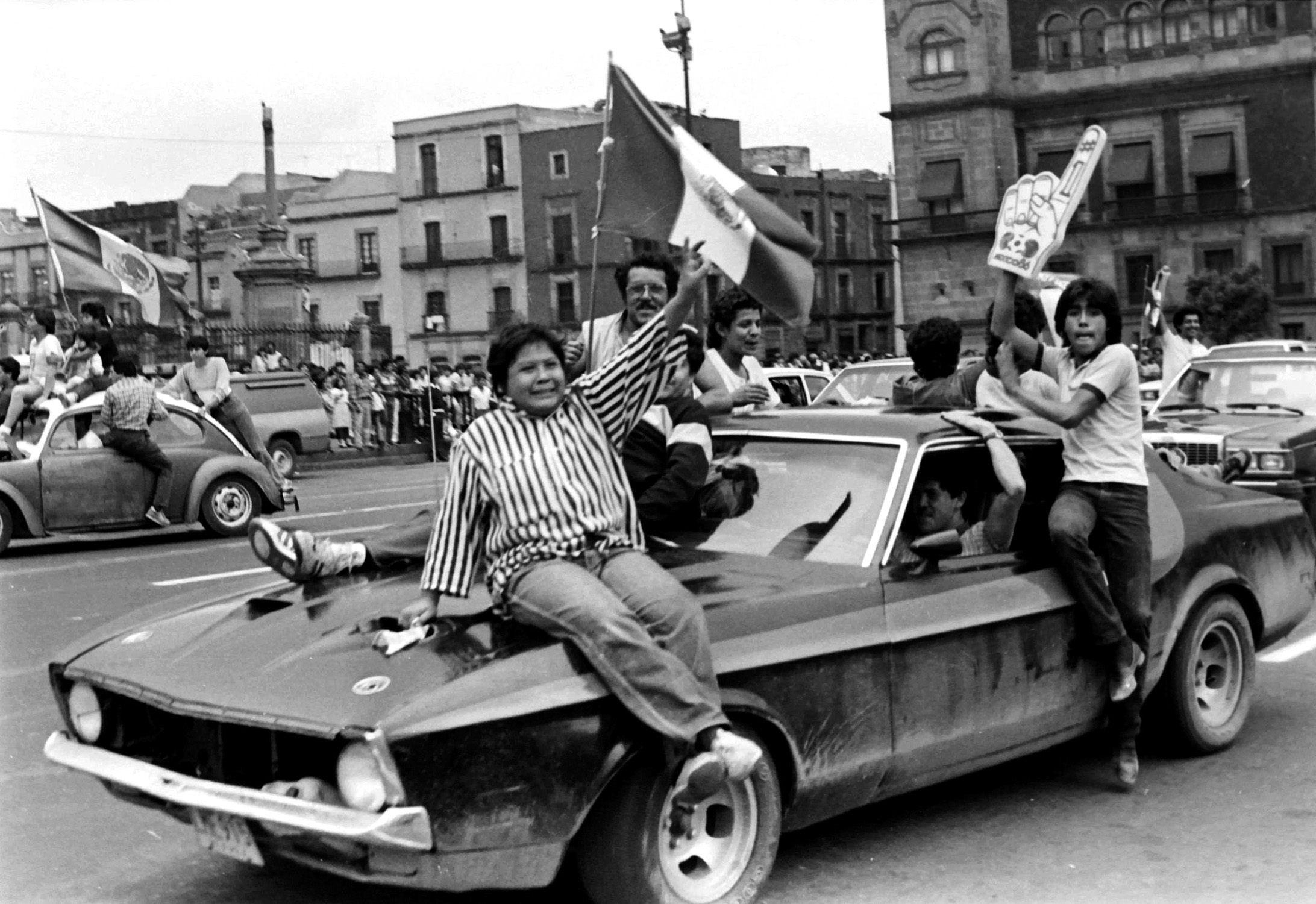
Célébrations des supporters mexicains sur la place principale de Mexico, le 7 juin 1986.

L'Argentine remporte sa deuxième Coupe du monde, après son succès de 1978 à domicile. Cette victoire, elle le doit en grande partie à son meneur de jeu Diego Maradona, qui s'est affirmé durant le tournoi comme le meilleur joueur de la planète.
Personnalité controversée, Maradona a montré les deux facettes de son personnage au cours d'un seul et même match, le quart de finale remporté contre l'Angleterre (2-1). Tout d'abord en ouvrant le score grâce à une main volontaire qui n'aura échappé qu'à l'arbitre, le but sera par la suite surnommé la main de Dieu. Puis en doublant la marque à la suite d'une action individuelle partie de son propre camp au cours de laquelle il dribble toute la défense anglaise et même le gardien de but.

Cette coupe du monde a aussi été marquée par une première qualification d'une équipe africaine (en l'occurrence, il s'agit aussi d'une première pour une équipe arabe) pour le second tour d'une phase finale : le Maroc, en terminant premier de son groupe devant l'Angleterre, la Pologne (autres qualifiés de la poule) et le Portugal, disputa ainsi les huitièmes de finale (face à l'Allemagne, futur finaliste).

## Acteurs de la coupe du monde

### Équipes qualifiées
Vingt-quatre équipes participent à la compétition. Le Mexique est qualifié d'office en tant que pays organisateur. Les 31 autres équipes présentes à la Coupe du monde 2006 se qualifient en passant par des Tours préliminaires.
Trois équipes participent pour la première fois à une phase finale de la Coupe du monde : l'Irak, le Danemark et le Canada.
| Carte                                          | Europe (UEFA) 14 places dont une pour le champion en titre | Amérique du Sud (CONMEBOL) 4 places                                              | Afrique (CAF) 2 places                        |
| ---------------------------------------------- | --- | -------------------------------------------------------------------------------- | --------------------------------------------- |
| Équipes qualifiées pour la Coupe du monde 1986 | - Allemagne de l'Ouest : 11e phase finale - Angleterre : 8e - Belgique : 7e - Bulgarie : 5e - Danemark : 1re - Écosse : 6e - Espagne : 7e - France : 9e - Hongrie : 9e - Irlande du Nord : 3e - Italie T : 11e - Pologne : 5e - Portugal : 2e - URSS : 6e | - Argentine : 9e phase finale - Brésil : 13e - Paraguay : 4e - Uruguay : 8e      | - Algérie : 2e phase finale - Maroc : 2e      |
| Océanie (OFC) 0 place                          | - Allemagne de l'Ouest : 11e phase finale - Angleterre : 8e - Belgique : 7e - Bulgarie : 5e - Danemark : 1re - Écosse : 6e - Espagne : 7e - France : 9e - Hongrie : 9e - Irlande du Nord : 3e - Italie T : 11e - Pologne : 5e - Portugal : 2e - URSS : 6e | Amérique du Nord, Centrale et Caraïbes (CONCACAF) 2 places dont une au pays hôte | Asie (AFC) 2 places                           |
|                                                | - Allemagne de l'Ouest : 11e phase finale - Angleterre : 8e - Belgique : 7e - Bulgarie : 5e - Danemark : 1re - Écosse : 6e - Espagne : 7e - France : 9e - Hongrie : 9e - Irlande du Nord : 3e - Italie T : 11e - Pologne : 5e - Portugal : 2e - URSS : 6e | - Canada : 1re phase finale - Mexique PO : 9e                                    | - Corée du Sud : 2e - Irak : 1re phase finale |

### Liste des capitaines
| Pays                 | Nom                                 |
| -------------------- | ----------------------------------- |
| Algérie              | Mahmoud Guendouz                    |
| Allemagne de l'Ouest | Karl-Heinz Rummenigge               |
| Angleterre           | Bryan Robson & Peter Shilton        |
| Argentine            | Diego Maradona                      |
| Belgique             | Jan Ceulemans                       |
| Brésil               | Sócrates                            |
| Bulgarie             | Georgi Dimitrov                     |
| Canada               | Bruce Wilson                        |
| Corée du Sud         | Chang-Sun Park                      |
| Danemark             | Morten Olsen                        |
| Écosse               | Graeme Souness & Willie Miller      |
| Espagne              | José Antonio Camacho                |
| France               | Michel Platini & Patrick Battiston  |
| Hongrie              | Antal Nagy & Imre Garaba            |
| Irak                 | Raad Hammoudi & Khalil Allawe       |
| Irlande du Nord      | Sammy Mcilroy                       |
| Italie               | Gaetano Scirea                      |
| Maroc                | Zaki                                |
| Mexique              | Tomas Boy Espinoza                  |
| Paraguay             | Rogelio Delgado                     |
| Pologne              | Zbigniew Boniek                     |
| Portugal             | Rui Bento & Fernando Gomes          |
| Uruguay              | Jorge Barrios & Eduardo Cardozo     |
| URSS                 | Anatolij Demyanenko & Oleg Blokhine |

### Tirage au sort
| Groupe A          | Groupe B      | Groupe C              | Groupe D             | Groupe E                  | Groupe F        |
| ----------------- | ------------- | --------------------- | -------------------- | ------------------------- | --------------- |
| Italie (A1)       | Mexique (B1)  | France (C1)           | Brésil (D1)          | Allemagne de l'Ouest (E1) | Pologne (F1)    |
| Bulgarie (A2)     | Belgique (B2) | Canada (C2)           | Espagne (D2)         | Uruguay (E2)              | Maroc (F2)      |
| Argentine (A3)    | Paraguay (B3) | Union soviétique (C3) | Algérie (D3)         | Écosse (E3)               | Portugal (F3)   |
| Corée du Sud (A4) | Irak (B4)     | Hongrie (C4)          | Irlande du Nord (D4) | Danemark (E4)             | Angleterre (F4) |

## Premier tour

### Groupe A
Le champion sortant, l'Italie, est accroché (1-1) en ouverture du Mundial par la Bulgarie. La Squadra Azzurra fait de nouveau match nul contre l'Argentine avant de s'imposer contre la Corée du Sud et se qualifier. L'Argentine termine première grâce à ses deux victoires contre les Coréens et les Bulgares. La Bulgarie est repêchée parmi les meilleurs troisièmes.
| Classement final |              |     |   |   |   |   |    |    |      |
|                  | Équipe       | Pts | J | G | N | P | BP | BC | Diff |
| 1                | Argentine    | 5   | 3 | 2 | 1 | 0 | 6  | 2  | +4   |
| 2                | Italie       | 4   | 3 | 1 | 2 | 0 | 5  | 4  | +1   |
| 3                | Bulgarie     | 2   | 3 | 0 | 2 | 1 | 2  | 4  | -2   |
| 4                | Corée du Sud | 1   | 3 | 0 | 1 | 2 | 4  | 7  | -3   |

| 31 mai  | Italie    | 1 | 1 | Bulgarie     |
| 2 juin  | Argentine | 3 | 1 | Corée du Sud |
| 5 juin  | Italie    | 1 | 1 | Argentine    |
| 5 juin  | Bulgarie  | 1 | 1 | Corée du Sud |
| 10 juin | Italie    | 3 | 2 | Corée du Sud |
| 10 juin | Argentine | 2 | 0 | Bulgarie     |

1re journée
| 31 mai 1986 Match d'ouverture     | Italie        | 1 - 1 | Bulgarie    | Stade Azteca, Mexico                              |                                                   |
| 12:00 · Historique des rencontres | Altobelli 43e |       | Sirakov 85e | Spectateurs : 95 000 Arbitrage : Erik Fredriksson | Spectateurs : 95 000 Arbitrage : Erik Fredriksson |
| 12:00 · Historique des rencontres | (Rapport)     |       |             | Spectateurs : 95 000 Arbitrage : Erik Fredriksson | Spectateurs : 95 000 Arbitrage : Erik Fredriksson |

| 2 juin 1986 | Argentine                     | 3 - 1 | Corée du Sud       | Estadio Olímpico Universitario, Mexico                      |                                                             |
| 12:00       | Valdano 6e, 46e · Ruggeri 18e |       | Park Chang-sun 73e | Spectateurs : 60 000 Arbitrage : Victoriano Sánchez Arminio | Spectateurs : 60 000 Arbitrage : Victoriano Sánchez Arminio |
| 12:00       | (Rapport)                     |       |                    | Spectateurs : 60 000 Arbitrage : Victoriano Sánchez Arminio | Spectateurs : 60 000 Arbitrage : Victoriano Sánchez Arminio |

2e journée
| 5 juin 1986                       | Italie              | 1 - 1 | Argentine    | Stade Cuauhtémoc, Puebla                    |                                             |
| 12:00 · Historique des rencontres | Altobelli 6e (pen.) |       | Maradona 34e | Spectateurs : 32 000 Arbitrage : Jan Keizer | Spectateurs : 32 000 Arbitrage : Jan Keizer |
| 12:00 · Historique des rencontres | (Rapport)           |       |              | Spectateurs : 32 000 Arbitrage : Jan Keizer | Spectateurs : 32 000 Arbitrage : Jan Keizer |

| 5 juin 1986 | Bulgarie  | 1 - 1 | Corée du Sud     | Estadio Olímpico Universitario, Mexico            |                                                   |
| 16:00       | Getov 11e |       | Kim Jong-boo 70e | Spectateurs : 45 000 Arbitrage : Fallaj Al Shanar | Spectateurs : 45 000 Arbitrage : Fallaj Al Shanar |
| 16:00       | (Rapport) |       |                  | Spectateurs : 45 000 Arbitrage : Fallaj Al Shanar | Spectateurs : 45 000 Arbitrage : Fallaj Al Shanar |

3e journée
| 10 juin 1986                      | Italie                                       | 3 - 2 | Corée du Sud                        | Stade Cuauhtémoc, Puebla                     |                                              |
| 12:00 · Historique des rencontres | Altobelli 17e, 73e · Cho Kwang-rae 82e (csc) |       | Choi Soon-ho 62e · Huh Jung-moo 83e | Spectateurs : 20 000 Arbitrage : David Socha | Spectateurs : 20 000 Arbitrage : David Socha |
| 12:00 · Historique des rencontres | (Rapport)                                    |       |                                     | Spectateurs : 20 000 Arbitrage : David Socha | Spectateurs : 20 000 Arbitrage : David Socha |

| 10 juin 1986 | Argentine                   | 2 - 0 | Bulgarie | Estadio Olímpico Universitario, Mexico              |                                                     |
| 12:00        | Valdano 3e · Burruchaga 79e |       |          | Spectateurs : 65 000 Arbitrage : Benry Ulloa Morera | Spectateurs : 65 000 Arbitrage : Benry Ulloa Morera |
| 12:00        | (Rapport)                   |       |          | Spectateurs : 65 000 Arbitrage : Benry Ulloa Morera | Spectateurs : 65 000 Arbitrage : Benry Ulloa Morera |

### Groupe B
De retour après 28 ans d'absence, le Paraguay bat le néophyte irakien. Le pays hôte, le Mexique, bat la Belgique. Il termine premier de son groupe en battant ensuite l'Irak et en faisant match nul contre le Paraguay. Avec deux nuls et une victoire, l'Albiroja termine deuxième, la Belgique est repêchée parmi les meilleurs troisièmes.
| Classement final |          |     |   |   |   |   |    |    |      |
|                  | Équipe   | Pts | J | G | N | P | BP | BC | Diff |
| 1                | Mexique  | 5   | 3 | 2 | 1 | 0 | 4  | 2  | +2   |
| 2                | Paraguay | 4   | 3 | 1 | 2 | 0 | 4  | 3  | +1   |
| 3                | Belgique | 3   | 3 | 1 | 1 | 1 | 5  | 5  | 0    |
| 4                | Irak     | 0   | 3 | 0 | 0 | 3 | 1  | 4  | -3   |

| 3 juin  | Mexique  | 2 | 1 | Belgique |
| 4 juin  | Paraguay | 1 | 0 | Irak     |
| 7 juin  | Mexique  | 1 | 1 | Paraguay |
| 8 juin  | Belgique | 2 | 1 | Irak     |
| 11 juin | Belgique | 2 | 2 | Paraguay |
| 11 juin | Mexique  | 1 | 0 | Irak     |

1re journée
| 3 juin 1986                       | Mexique                    | 2 - 1 | Belgique        | Estadio Azteca, Mexico                            |                                                   |
| 12:00 · Historique des rencontres | Quirarte 23e · Sánchez 39e |       | Vandenbergh 45e | Spectateurs : 114 400 Arbitrage : Carlos Esposito | Spectateurs : 114 400 Arbitrage : Carlos Esposito |
| 12:00 · Historique des rencontres | (Rapport)                  |       |                 | Spectateurs : 114 400 Arbitrage : Carlos Esposito | Spectateurs : 114 400 Arbitrage : Carlos Esposito |

| 4 juin 1986                       | Paraguay   | 1 - 0 | Irak | Estadio Nemesio Díez, Toluca                        |                                                     |
| 12:00 · Historique des rencontres | Romero 35e |       |      | Spectateurs : 25 000 Arbitrage : Edwin Picon-Ackong | Spectateurs : 25 000 Arbitrage : Edwin Picon-Ackong |
| 12:00 · Historique des rencontres | (Rapport)  |       |      | Spectateurs : 25 000 Arbitrage : Edwin Picon-Ackong | Spectateurs : 25 000 Arbitrage : Edwin Picon-Ackong |

2e journée
| 7 juin 1986                       | Mexique   | 1 - 1 | Paraguay   | Estadio Azteca, Mexico                            |                                                   |
| 12:00 · Historique des rencontres | Flores 3e |       | Romero 85e | Spectateurs : 114 000 Arbitrage : George Courtney | Spectateurs : 114 000 Arbitrage : George Courtney |
| 12:00 · Historique des rencontres | (Rapport) |       |            | Spectateurs : 114 000 Arbitrage : George Courtney | Spectateurs : 114 000 Arbitrage : George Courtney |

| 8 juin 1986                       | Belgique                       | 2 - 1 | Irak      | Estadio Nemesio Díez, Toluca                        |                                                     |
| 12:00 · Historique des rencontres | Scifo 16e · Claesen 19e (pen.) |       | Radhi 59e | Spectateurs : 20 000 Arbitrage : Jesús Díaz Palacio | Spectateurs : 20 000 Arbitrage : Jesús Díaz Palacio |
| 12:00 · Historique des rencontres | (Rapport)                      |       |           | Spectateurs : 20 000 Arbitrage : Jesús Díaz Palacio | Spectateurs : 20 000 Arbitrage : Jesús Díaz Palacio |

3e journée
| 11 juin 1986                      | Belgique                   | 2 - 2 | Paraguay         | Estadio Nemesio Díez, Toluca                    |                                                 |
| 12:00 · Historique des rencontres | Vercauteren 30e · Veyt 59e |       | Cabañas 50e, 76e | Spectateurs : 16 000 Arbitrage : Bogdan Dotchev | Spectateurs : 16 000 Arbitrage : Bogdan Dotchev |
| 12:00 · Historique des rencontres | (Rapport)                  |       |                  | Spectateurs : 16 000 Arbitrage : Bogdan Dotchev | Spectateurs : 16 000 Arbitrage : Bogdan Dotchev |

| 11 juin 1986                      | Mexique      | 1 - 0 | Irak | Estadio Azteca, Mexico                           |                                                  |
| 12:00 · Historique des rencontres | Quirarte 54e |       |      | Spectateurs : 111 000 Arbitrage : Zoran Petrović | Spectateurs : 111 000 Arbitrage : Zoran Petrović |
| 12:00 · Historique des rencontres | (Rapport)    |       |      | Spectateurs : 111 000 Arbitrage : Zoran Petrović | Spectateurs : 111 000 Arbitrage : Zoran Petrović |

### Groupe C
La Hongrie est l'un des deux troisièmes à ne pas accéder aux huitièmes de finale. La France et l'URSS réalisent le même parcours : deux victoires et un match nul (l'un contre l'autre). L'URSS se classe première à la différence de buts. Le néophyte canadien termine bon dernier avec trois défaites et aucun but marqué.
| Classement final |                  |     |   |   |   |   |    |    |      |
|                  | Équipe           | Pts | J | G | N | P | BP | BC | Diff |
| 1                | Union soviétique | 5   | 3 | 2 | 1 | 0 | 9  | 1  | +8   |
| 2                | France           | 5   | 3 | 2 | 1 | 0 | 5  | 1  | +4   |
| 3                | Hongrie          | 2   | 3 | 1 | 0 | 2 | 2  | 9  | -7   |
| 4                | Canada           | 0   | 3 | 0 | 0 | 3 | 0  | 5  | -5   |

| 1er juin | France           | 1 | 0 | Canada           |
| 2 juin   | Union soviétique | 6 | 0 | Hongrie          |
| 5 juin   | France           | 1 | 1 | Union soviétique |
| 6 juin   | Canada           | 0 | 2 | Hongrie          |
| 9 juin   | France           | 3 | 0 | Hongrie          |
| 9 juin   | Union soviétique | 2 | 0 | Canada           |

1re journée
| 1er juin 1986                     | France    | 1 - 0 | Canada | Estadio Nou Camp, León                             |                                                    |
| 16:00 · Historique des rencontres | Papin 79e |       |        | Spectateurs : 36 000 Arbitrage : Hernán Silva Arce | Spectateurs : 36 000 Arbitrage : Hernán Silva Arce |
| 16:00 · Historique des rencontres | (Rapport) |       |        | Spectateurs : 36 000 Arbitrage : Hernán Silva Arce | Spectateurs : 36 000 Arbitrage : Hernán Silva Arce |

| 2 juin 1986                       | Union soviétique                                                                                         | 6 - 0 | Hongrie | Estadio Sergio León Chávez, Irapuato           |                                                |
| 12:00 · Historique des rencontres | Yakovenko 2e · Aleinikov 4e · Belanov 24e (pen.) · Yaremchuk 66e · László Dajka 73e (csc) · Rodionov 80e |       |         | Spectateurs : 16 500 Arbitrage : Luigi Agnolin | Spectateurs : 16 500 Arbitrage : Luigi Agnolin |
| 12:00 · Historique des rencontres | (Rapport)                                                                                                |       |         | Spectateurs : 16 500 Arbitrage : Luigi Agnolin | Spectateurs : 16 500 Arbitrage : Luigi Agnolin |

2e journée
| 5 juin 1986                       | France        | 1 - 1 | Union soviétique | Estadio Nou Camp, León                                |                                                       |
| 12:00 · Historique des rencontres | Fernandez 60e |       | Rats 53e         | Spectateurs : 36 500 Arbitrage : Romualdo Arppi Filho | Spectateurs : 36 500 Arbitrage : Romualdo Arppi Filho |
| 12:00 · Historique des rencontres | (Rapport)     |       |                  | Spectateurs : 36 500 Arbitrage : Romualdo Arppi Filho | Spectateurs : 36 500 Arbitrage : Romualdo Arppi Filho |

| 6 juin 1986 | Canada    | 0 - 2 | Hongrie                   | Estadio Sergio León Chávez, Irapuato             |                                                  |
| 12:00       |           |       | Esterházy 2e · Détári 75e | Spectateurs : 14 000 Arbitrage : Jamal Al Sharif | Spectateurs : 14 000 Arbitrage : Jamal Al Sharif |
| 12:00       | (Rapport) |       |                           | Spectateurs : 14 000 Arbitrage : Jamal Al Sharif | Spectateurs : 14 000 Arbitrage : Jamal Al Sharif |

3e journée
| 9 juin 1986                       | France                                   | 3 - 0 | Hongrie | Estadio Nou Camp, León                                |                                                       |
| 12:00 · Historique des rencontres | Stopyra 29e · Tigana 62e · Rocheteau 84e |       |         | Spectateurs : 31 000 Arbitrage : Carlos Silva Valente | Spectateurs : 31 000 Arbitrage : Carlos Silva Valente |
| 12:00 · Historique des rencontres | (Rapport)                                |       |         | Spectateurs : 31 000 Arbitrage : Carlos Silva Valente | Spectateurs : 31 000 Arbitrage : Carlos Silva Valente |

| 9 juin 1986                       | Canada    | 0 - 2 | Union soviétique           | Estadio Sergio León Chávez, Irapuato            |                                                 |
| 12:00 · Historique des rencontres |           |       | Blokhine 58e · Zavarov 74e | Spectateurs : 14 200 Arbitrage : Idrissa Traoré | Spectateurs : 14 200 Arbitrage : Idrissa Traoré |
| 12:00 · Historique des rencontres | (Rapport) |       |                            | Spectateurs : 14 200 Arbitrage : Idrissa Traoré | Spectateurs : 14 200 Arbitrage : Idrissa Traoré |

### Groupe D
Le Brésil est l'une des deux seules équipes à remporter tous ses matchs de poule. L'Espagne rattrape sa défaite initiale contre les Auriverdes en battant l'Algérie et l'Irlande du Nord. Ces deux derniers n'obtenant qu'un seul point en trois matchs, sont éliminés.
| Classement final |                 |     |   |   |   |   |    |    |      |
|                  | Équipe          | Pts | J | G | N | P | BP | BC | Diff |
| 1                | Brésil          | 6   | 3 | 3 | 0 | 0 | 5  | 0  | +5   |
| 2                | Espagne         | 4   | 3 | 2 | 0 | 1 | 5  | 2  | +3   |
| 3                | Irlande du Nord | 1   | 3 | 0 | 1 | 2 | 2  | 6  | -4   |
| 4                | Algérie         | 1   | 3 | 0 | 1 | 2 | 1  | 5  | -4   |

| 1er juin | Brésil  | 1 | 0 | Espagne         |
| 3 juin   | Algérie | 1 | 1 | Irlande du Nord |
| 6 juin   | Brésil  | 1 | 0 | Algérie         |
| 7 juin   | Espagne | 2 | 1 | Irlande du Nord |
| 12 juin  | Brésil  | 3 | 0 | Irlande du Nord |
| 12 juin  | Espagne | 3 | 0 | Algérie         |

1re journée
| 1er juin 1986                     | Brésil       | 1 - 0 | Espagne | Estadio Jalisco, Guadalajara                     |                                                  |
| 12:00 · Historique des rencontres | Sócrates 62e |       |         | Spectateurs : 65 000 Arbitrage : Chris Bambridge | Spectateurs : 65 000 Arbitrage : Chris Bambridge |
| 12:00 · Historique des rencontres | (Rapport)    |       |         | Spectateurs : 65 000 Arbitrage : Chris Bambridge | Spectateurs : 65 000 Arbitrage : Chris Bambridge |

| 3 juin 1986                       | Algérie    | 1 - 1 | Irlande du Nord | Estadio Tres de Marzo, Guadalajara              |                                                 |
| 12:00 · Historique des rencontres | Zidane 59e |       | Whiteside 6e    | Spectateurs : 22 000 Arbitrage : Valeri Butenko | Spectateurs : 22 000 Arbitrage : Valeri Butenko |
| 12:00 · Historique des rencontres | (Rapport)  |       |                 | Spectateurs : 22 000 Arbitrage : Valeri Butenko | Spectateurs : 22 000 Arbitrage : Valeri Butenko |

2e journée
| 6 juin 1986                       | Brésil     | 1 - 0 | Algérie | Estadio Jalisco, Guadalajara                          |                                                       |
| 12:00 · Historique des rencontres | Careca 66e |       |         | Spectateurs : 48 000 Arbitrage : Rómulo Méndez Molina | Spectateurs : 48 000 Arbitrage : Rómulo Méndez Molina |
| 12:00 · Historique des rencontres | (Rapport)  |       |         | Spectateurs : 48 000 Arbitrage : Rómulo Méndez Molina | Spectateurs : 48 000 Arbitrage : Rómulo Méndez Molina |

| 7 juin 1986                       | Espagne                      | 2 - 1 | Irlande du Nord | Estadio Tres de Marzo, Guadalajara               |                                                  |
| 12:00 · Historique des rencontres | Butragueño 1re · Salinas 18e |       | Clarke 46e      | Spectateurs : 28 000 Arbitrage : Horst Brummeier | Spectateurs : 28 000 Arbitrage : Horst Brummeier |
| 12:00 · Historique des rencontres | (Rapport)                    |       |                 | Spectateurs : 28 000 Arbitrage : Horst Brummeier | Spectateurs : 28 000 Arbitrage : Horst Brummeier |

3e journée
| 12 juin 1986                      | Brésil                        | 3 - 0 | Irlande du Nord | Estadio Jalisco, Guadalajara                        |                                                     |
| 12:00 · Historique des rencontres | Careca 15e, 87e · Josimar 42e |       |                 | Spectateurs : 51 000 Arbitrage : Siegfried Kirschen | Spectateurs : 51 000 Arbitrage : Siegfried Kirschen |
| 12:00 · Historique des rencontres | (Rapport)                     |       |                 | Spectateurs : 51 000 Arbitrage : Siegfried Kirschen | Spectateurs : 51 000 Arbitrage : Siegfried Kirschen |

| 12 juin 1986                      | Espagne                     | 3 - 0 | Algérie | Estadio Tecnológico, Monterrey                 |                                                |
| 12:00 · Historique des rencontres | Calderé 15e, 68e · Eloy 70e |       |         | Spectateurs : 20 000 Arbitrage : Shizuo Takada | Spectateurs : 20 000 Arbitrage : Shizuo Takada |
| 12:00 · Historique des rencontres | (Rapport)                   |       |         | Spectateurs : 20 000 Arbitrage : Shizuo Takada | Spectateurs : 20 000 Arbitrage : Shizuo Takada |

### Groupe E
Pour sa première participation, le Danemark, demi-finaliste de l'Euro 2 ans plus tôt, impressionne en battant tous les adversaires de son groupe, y compris l'Allemagne de l'Ouest, future finaliste, parfois avec la manière (score fleuve contre l'Uruguay). La Mannschaft termine deuxième en battant l'Écosse et en faisant match nul contre la Céleste. Malgré une défaite par 5 buts d'écart, les Uruguayens figurent dans les meilleurs troisièmes grâce à deux matchs nuls.
| Classement final |                      |     |   |   |   |   |    |    |      |
|                  | Équipe               | Pts | J | G | N | P | BP | BC | Diff |
| 1                | Danemark             | 6   | 3 | 3 | 0 | 0 | 9  | 1  | +8   |
| 2                | Allemagne de l'Ouest | 3   | 3 | 1 | 1 | 1 | 3  | 4  | -1   |
| 3                | Uruguay              | 2   | 3 | 0 | 2 | 1 | 2  | 7  | -5   |
| 4                | Écosse               | 1   | 3 | 0 | 1 | 2 | 1  | 3  | -2   |

| 4 juin  | Allemagne de l'Ouest | 1 | 1 | Uruguay  |
| 4 juin  | Écosse               | 0 | 1 | Danemark |
| 8 juin  | Allemagne de l'Ouest | 2 | 1 | Écosse   |
| 8 juin  | Uruguay              | 1 | 6 | Danemark |
| 13 juin | Allemagne de l'Ouest | 0 | 2 | Danemark |
| 13 juin | Uruguay              | 0 | 0 | Écosse   |

1re journée
| 4 juin 1986                       | Allemagne de l'Ouest | 1 - 1   | Uruguay      | Estadio La Corregidora, Quéretaro                 |                                                   |
| 12:00 · Historique des rencontres | Allofs 84e           | (0 - 1) | Alzamendi 4e | Spectateurs : 30 000 Arbitrage : Vojtěch Christov | Spectateurs : 30 000 Arbitrage : Vojtěch Christov |
| 12:00 · Historique des rencontres | (Rapport)            |         |              | Spectateurs : 30 000 Arbitrage : Vojtěch Christov | Spectateurs : 30 000 Arbitrage : Vojtěch Christov |

| 4 juin 1986                       | Écosse    | 0 - 1   | Danemark          | Estadio Neza 86, Nezahualcóyotl               |                                               |
| 16:00 · Historique des rencontres |           | (0 - 0) | Elkjær Larsen 57e | Spectateurs : 18 000 Arbitrage : Lajos Nemeth | Spectateurs : 18 000 Arbitrage : Lajos Nemeth |
| 16:00 · Historique des rencontres | (Rapport) |         |                   | Spectateurs : 18 000 Arbitrage : Lajos Nemeth | Spectateurs : 18 000 Arbitrage : Lajos Nemeth |

2e journée
| 8 juin 1986                       | Allemagne de l'Ouest    | 2 - 1   | Écosse       | Estadio La Corregidora, Querétaro          |                                            |
| 12:00 · Historique des rencontres | Völler 23e · Allofs 49e | (1 - 1) | Strachan 18e | Spectateurs : 30 000 Arbitrage : Ioan Igna | Spectateurs : 30 000 Arbitrage : Ioan Igna |
| 12:00 · Historique des rencontres | (Rapport)               |         |              | Spectateurs : 30 000 Arbitrage : Ioan Igna | Spectateurs : 30 000 Arbitrage : Ioan Igna |

| 8 juin 1986                       | Uruguay                | 1 - 6   | Danemark                                                             | Estadio Neza 86, Nezahualcóyotl                          |                                                          |
| 16:00 · Historique des rencontres | Francescoli 45e (pen.) | (1 - 2) | Elkjær Larsen 11e, 67e, 80e · Lerby 41e · Laudrup 52e · J. Olsen 88e | Spectateurs : 26 000 Arbitrage : Antonio Márquez Ramírez | Spectateurs : 26 000 Arbitrage : Antonio Márquez Ramírez |
| 16:00 · Historique des rencontres | (Rapport)              |         |                                                                      | Spectateurs : 26 000 Arbitrage : Antonio Márquez Ramírez | Spectateurs : 26 000 Arbitrage : Antonio Márquez Ramírez |

3e journée
| 13 juin 1986                      | Allemagne de l'Ouest | 0 - 2   | Danemark                          | Estadio La Corregidora, Querétaro              |                                                |
| 12:00 · Historique des rencontres |                      | (0 - 1) | J. Olsen 43e (pen.) · Eriksen 62e | Spectateurs : 36 000 Arbitrage : Alexis Ponnet | Spectateurs : 36 000 Arbitrage : Alexis Ponnet |
| 12:00 · Historique des rencontres | (Rapport)            |         |                                   | Spectateurs : 36 000 Arbitrage : Alexis Ponnet | Spectateurs : 36 000 Arbitrage : Alexis Ponnet |

| 13 juin 1986                      | Uruguay   | 0 - 0   | Écosse | Estadio Neza 86, Nezahualcóyotl               |                                               |
| 12:00 · Historique des rencontres |           | (0 - 0) |        | Spectateurs : 20 000 Arbitrage : Joël Quiniou | Spectateurs : 20 000 Arbitrage : Joël Quiniou |
| 12:00 · Historique des rencontres | (Rapport) |         |        | Spectateurs : 20 000 Arbitrage : Joël Quiniou | Spectateurs : 20 000 Arbitrage : Joël Quiniou |

### Groupe F
Pour sa deuxième participation, le Maroc revient en terre mexicaine. Après un match nul contre la Pologne suivi d'un autre contre l'Angleterre, il bat le Portugal 3-1 et réalise l'exploit d'être la première équipe africaine à franchir le premier tour d'une phase finale de Coupe du monde, qui plus est en terminant en tête de sa poule. L'Angleterre s'empare de la deuxième place devant la Pologne à la différence de buts, mais cette dernière, troisième du mundial précédent, se qualifie dans les meilleurs troisièmes. Quant au Portugal, demi-finaliste de 'Euro 1984, il est loin de rééditer sa performance de 1966. Malgré une victoire initiale contre l'Angleterre, il sombre et est éliminé en terminant à la dernière place du groupe. La préparation de la compétition est notamment mise en cause par les joueurs et l'histoire retentit au Portugal sous le nom de Caso Saltillo (en) (en portugais : l'affaire de Saltillo du nom de la ville où était basée l'équipe portugaise).
| Classement final |            |     |   |   |   |   |    |    |      |
|                  | Équipe     | Pts | J | G | N | P | BP | BC | Diff |
| 1                | Maroc      | 4   | 3 | 1 | 2 | 0 | 3  | 1  | +2   |
| 2                | Angleterre | 3   | 3 | 1 | 1 | 1 | 3  | 1  | +2   |
| 3                | Pologne    | 3   | 3 | 1 | 1 | 1 | 1  | 3  | -2   |
| 4                | Portugal   | 2   | 3 | 1 | 0 | 2 | 2  | 4  | -2   |

| 2 juin  | Maroc      | 0 | 0 | Pologne    |
| 3 juin  | Portugal   | 1 | 0 | Angleterre |
| 6 juin  | Angleterre | 0 | 0 | Maroc      |
| 7 juin  | Pologne    | 1 | 0 | Portugal   |
| 11 juin | Angleterre | 3 | 0 | Pologne    |
| 11 juin | Maroc      | 3 | 1 | Portugal   |

1re journée
| 2 juin 1986                       | Pologne   | 0 - 0   | Maroc | Estadio Universitario, Monterrey                          |                                                           |
| 16:00 · Historique des rencontres |           | (0 - 0) |       | Spectateurs : 19 000 Arbitrage : José Luis Martínez Bazán | Spectateurs : 19 000 Arbitrage : José Luis Martínez Bazán |
| 16:00 · Historique des rencontres | (Rapport) |         |       | Spectateurs : 19 000 Arbitrage : José Luis Martínez Bazán | Spectateurs : 19 000 Arbitrage : José Luis Martínez Bazán |

| 3 juin 1986                       | Portugal          | 1 - 0   | Angleterre | Estadio Tecnológico, Monterrey               |                                              |
| 16:00 · Historique des rencontres | Carlos Manuel 76e | (0 - 0) |            | Spectateurs : 23 000 Arbitrage : Volker Roth | Spectateurs : 23 000 Arbitrage : Volker Roth |
| 16:00 · Historique des rencontres | (Rapport)         |         |            | Spectateurs : 23 000 Arbitrage : Volker Roth | Spectateurs : 23 000 Arbitrage : Volker Roth |

2e journée
| 6 juin 1986                       | Maroc     | 0 - 0   | Angleterre | Estadio Tecnológico, Monterrey                    |                                                   |
| 16:00 · Historique des rencontres |           | (0 - 0) |            | Spectateurs : 20 000 Arbitrage : Gabriel González | Spectateurs : 20 000 Arbitrage : Gabriel González |
| 16:00 · Historique des rencontres | (Rapport) |         |            | Spectateurs : 20 000 Arbitrage : Gabriel González | Spectateurs : 20 000 Arbitrage : Gabriel González |

| 7 juin 1986                       | Pologne      | 1 - 0   | Portugal | Estadio Universitario, Monterrey               |                                                |
| 16:00 · Historique des rencontres | Smolarek 68e | (0 - 0) |          | Spectateurs : 20 000 Arbitrage : Ali Bennaceur | Spectateurs : 20 000 Arbitrage : Ali Bennaceur |
| 16:00 · Historique des rencontres | (Rapport)    |         |          | Spectateurs : 20 000 Arbitrage : Ali Bennaceur | Spectateurs : 20 000 Arbitrage : Ali Bennaceur |

3e journée
| 11 juin 1986                      | Pologne   | 0 - 3   | Angleterre           | Estadio Tecnológico, Monterrey               |                                              |
| 16:00 · Historique des rencontres |           | (0 - 3) | Lineker 9e, 14e, 34e | Spectateurs : 23 000 Arbitrage : André Daina | Spectateurs : 23 000 Arbitrage : André Daina |
| 16:00 · Historique des rencontres | (Rapport) |         |                      | Spectateurs : 23 000 Arbitrage : André Daina | Spectateurs : 23 000 Arbitrage : André Daina |

| 11 juin 1986                      | Maroc                              | 3 - 1   | Portugal       | Estadio Tres de Marzo, Guadalajara           |                                              |
| 16:00 · Historique des rencontres | Khairi 19e, 26e · Merry Krimau 62e | (2 - 0) | Diamantino 80e | Spectateurs : 24 000 Arbitrage : Alan Snoddy | Spectateurs : 24 000 Arbitrage : Alan Snoddy |
| 16:00 · Historique des rencontres | (Rapport)                          |         |                | Spectateurs : 24 000 Arbitrage : Alan Snoddy | Spectateurs : 24 000 Arbitrage : Alan Snoddy |

### Désignation des meilleurs troisièmes
Les 4 meilleures équipes classées troisièmes de leur poule sont repêchées pour compléter le tableau des huitièmes de finale. Un classement comparatif des résultats de chacune des 6 équipes concernées est effectué afin de les départager, selon les critères (dans l'ordre) : plus grand nombre de points obtenus ; meilleure différence de buts ; plus grand nombre de buts marqués.
| Classement des troisièmes de groupe |                 |     |   |   |   |   |    |    |      |
|                                     | Équipe          | Pts | J | G | N | P | BP | BC | Diff |
| 1                                   | Belgique        | 3   | 3 | 1 | 1 | 1 | 5  | 5  | 0    |
| 2                                   | Pologne         | 3   | 3 | 1 | 1 | 1 | 1  | 3  | -2   |
| 3                                   | Bulgarie        | 2   | 3 | 0 | 2 | 1 | 2  | 4  | -2   |
| 4                                   | Uruguay         | 2   | 3 | 0 | 2 | 1 | 2  | 7  | -5   |
| 5                                   | Hongrie         | 2   | 3 | 1 | 0 | 2 | 2  | 9  | -7   |
| 6                                   | Irlande du Nord | 1   | 3 | 0 | 1 | 2 | 2  | 6  | -4   |

La Belgique (futur demi-finaliste), la Pologne, la Bulgarie et l'Uruguay se qualifient pour les huitièmes de finale.

## Tableau final
|  | Huitièmes de finale   | Huitièmes de finale   |                      |                        | Quarts de finale       | Quarts de finale      |          |  | Demi-finales          | Demi-finales          |  |  | Finale           | Finale           |
|  | Huitièmes de finale   | Huitièmes de finale   |                      |                        | Quarts de finale       | Quarts de finale      |          |  | Demi-finales          | Demi-finales          |  |  | Finale           | Finale           |
|  |                       |                       |                      |                        |                        |                       |          |  |                       |                       |  |  |                  |                  |
|  | 16 juin / Guadalajara | 16 juin / Guadalajara |                      |                        | 21 juin / Guadalajara  | 21 juin / Guadalajara |          |  | 25 juin / Guadalajara | 25 juin / Guadalajara |  |  | 29 juin / Mexico | 29 juin / Mexico |
|  | 16 juin / Guadalajara | 16 juin / Guadalajara |                      |                        | 21 juin / Guadalajara  | 21 juin / Guadalajara |          |  | 25 juin / Guadalajara | 25 juin / Guadalajara |  |  | 29 juin / Mexico | 29 juin / Mexico |
|  | Brésil                | 4                     |                      |                        | 21 juin / Guadalajara  | 21 juin / Guadalajara |          |  | 25 juin / Guadalajara | 25 juin / Guadalajara |  |  | 29 juin / Mexico | 29 juin / Mexico |
|  | Brésil                | 4                     |                      |                        | 21 juin / Guadalajara  | 21 juin / Guadalajara |          |  | 25 juin / Guadalajara | 25 juin / Guadalajara |  |  | 29 juin / Mexico | 29 juin / Mexico |
|  | Pologne               | 0                     |                      |                        | 21 juin / Guadalajara  | 21 juin / Guadalajara |          |  | 25 juin / Guadalajara | 25 juin / Guadalajara |  |  | 29 juin / Mexico | 29 juin / Mexico |
|  | Pologne               | 0                     | Brésil               | 1ap (3)                |                        |                       |          |  | 25 juin / Guadalajara | 25 juin / Guadalajara |  |  | 29 juin / Mexico | 29 juin / Mexico |
|  | 17 juin / Mexico      |                       | Brésil               | 1ap (3)                |                        |                       |          |  | 25 juin / Guadalajara | 25 juin / Guadalajara |  |  | 29 juin / Mexico | 29 juin / Mexico |
|  |                       | France                | 1 tab(4)             |                        |                        |                       |          |  | 25 juin / Guadalajara | 25 juin / Guadalajara |  |  | 29 juin / Mexico | 29 juin / Mexico |
|  | France                | France                | 1 tab(4)             | 2                      |                        |                       |          |  | 25 juin / Guadalajara | 25 juin / Guadalajara |  |  | 29 juin / Mexico | 29 juin / Mexico |
|  | France                | 21 juin / Monterrey   |                      | 2                      |                        |                       |          |  | 25 juin / Guadalajara | 25 juin / Guadalajara |  |  | 29 juin / Mexico | 29 juin / Mexico |
|  | Italie                | 0                     |                      |                        |                        |                       |          |  | 25 juin / Guadalajara | 25 juin / Guadalajara |  |  | 29 juin / Mexico | 29 juin / Mexico |
|  | Italie                | 0                     | France               | 0                      |                        |                       |          |  |                       |                       |  |  | 29 juin / Mexico | 29 juin / Mexico |
|  | 17 juin / Monterrey   |                       | France               | 0                      |                        |                       |          |  |                       |                       |  |  | 29 juin / Mexico | 29 juin / Mexico |
|  |                       | Allemagne de l'Ouest  | 2                    |                        |                        |                       |          |  |                       |                       |  |  | 29 juin / Mexico | 29 juin / Mexico |
|  | Maroc                 | Allemagne de l'Ouest  | 2                    | 0                      |                        |                       |          |  |                       |                       |  |  | 29 juin / Mexico | 29 juin / Mexico |
|  | Maroc                 | 25 juin / Mexico      |                      | 0                      |                        |                       |          |  |                       |                       |  |  | 29 juin / Mexico | 29 juin / Mexico |
|  | Allemagne de l'Ouest  | 1                     |                      |                        |                        |                       |          |  |                       |                       |  |  | 29 juin / Mexico | 29 juin / Mexico |
|  | Allemagne de l'Ouest  | 1                     | Allemagne de l'Ouest | 0ap (4)                |                        |                       |          |  |                       |                       |  |  | 29 juin / Mexico | 29 juin / Mexico |
|  | 15 juin / Mexico      |                       | Allemagne de l'Ouest | 0ap (4)                |                        |                       |          |  |                       |                       |  |  | 29 juin / Mexico | 29 juin / Mexico |
|  |                       | Mexique               | 0 tab(1)             |                        |                        |                       |          |  |                       |                       |  |  | 29 juin / Mexico | 29 juin / Mexico |
|  | Mexique               | Mexique               | 0 tab(1)             | 2                      |                        |                       |          |  |                       |                       |  |  | 29 juin / Mexico | 29 juin / Mexico |
|  | Mexique               | 22 juin / Mexico      |                      | 2                      |                        |                       |          |  |                       |                       |  |  | 29 juin / Mexico | 29 juin / Mexico |
|  | Bulgarie              | 0                     |                      |                        |                        |                       |          |  |                       |                       |  |  | 29 juin / Mexico | 29 juin / Mexico |
|  | Bulgarie              | 0                     | Allemagne de l'Ouest | 2                      |                        |                       |          |  |                       |                       |  |  |                  |                  |
|  | 16 juin / Puebla      |                       | Allemagne de l'Ouest | 2                      |                        |                       |          |  |                       |                       |  |  |                  |                  |
|  |                       | Argentine             | 3                    |                        |                        |                       |          |  |                       |                       |  |  |                  |                  |
|  | Argentine             | Argentine             | 3                    | 1                      |                        |                       |          |  |                       |                       |  |  |                  |                  |
|  | Argentine             |                       |                      | 1                      |                        |                       |          |  |                       |                       |  |  |                  |                  |
|  | Uruguay               | 0                     |                      |                        |                        |                       |          |  |                       |                       |  |  |                  |                  |
|  | Uruguay               | 0                     | Argentine            | 2                      |                        |                       |          |  |                       |                       |  |  |                  |                  |
|  | 18 juin / Mexico      |                       | Argentine            | 2                      |                        |                       |          |  |                       |                       |  |  |                  |                  |
|  |                       | Angleterre            | 1                    |                        |                        |                       |          |  |                       |                       |  |  |                  |                  |
|  | Angleterre            | Angleterre            | 1                    | 3                      |                        |                       |          |  |                       |                       |  |  |                  |                  |
|  | Angleterre            | 22 juin / Puebla      |                      | 3                      |                        |                       |          |  |                       |                       |  |  |                  |                  |
|  | Paraguay              | 0                     |                      |                        |                        |                       |          |  |                       |                       |  |  |                  |                  |
|  | Paraguay              | 0                     | Argentine            | 2                      |                        |                       |          |  |                       |                       |  |  |                  |                  |
|  | 15 juin / León        |                       | Argentine            | 2                      |                        |                       |          |  |                       |                       |  |  |                  |                  |
|  |                       | Belgique              | 0                    |                        |                        |                       |          |  |                       |                       |  |  |                  |                  |
|  | Union soviétique      | Belgique              | 0                    | 3                      |                        |                       |          |  |                       |                       |  |  |                  |                  |
|  | Union soviétique      |                       |                      | 3                      |                        |                       |          |  |                       |                       |  |  |                  |                  |
|  | Belgique              | 4 ap                  |                      | Match pour la 3e place | Match pour la 3e place |                       |          |  |                       |                       |  |  |                  |                  |
|  | Belgique              | 4 ap                  | Belgique             | Match pour la 3e place | Match pour la 3e place | 1ap (5)               |          |  |                       |                       |  |  |                  |                  |
|  | 18 juin / Querétaro   | 18 juin / Querétaro   | Belgique             | 28 juin / Puebla       | 28 juin / Puebla       | 1ap (5)               |          |  |                       |                       |  |  |                  |                  |
|  | 18 juin / Querétaro   | 18 juin / Querétaro   |                      | 28 juin / Puebla       | 28 juin / Puebla       | Espagne               | 1 tab(4) |  |                       |                       |  |  |                  |                  |
|  | Espagne               | 5                     | France               | 4 ap                   |                        | Espagne               | 1 tab(4) |  |                       |                       |  |  |                  |                  |
|  | Espagne               | 5                     | France               | 4 ap                   |                        |                       |          |  |                       |                       |  |  |                  |                  |
|  | Danemark              | 1                     |                      | Belgique               | 2                      |                       |          |  |                       |                       |  |  |                  |                  |
|  | Danemark              | 1                     |                      | Belgique               | 2                      |                       |          |  |                       |                       |  |  |                  |                  |

### Huitièmes de finale
Le Mexique accède pour la seconde fois aux quarts de finale en battant la Bulgarie.
| 15 juin 1986 | Mexique                  | 2 - 0   | Bulgarie | Estadio Azteca, Mexico                                 |                                                        |
| 12:00        | Negrete 34e · Servín 61e | (1 - 0) |          | Spectateurs : 114 000 Arbitrage : Romualdo Arppi Filho | Spectateurs : 114 000 Arbitrage : Romualdo Arppi Filho |
| 12:00        | (Rapport)                |         |          | Spectateurs : 114 000 Arbitrage : Romualdo Arppi Filho | Spectateurs : 114 000 Arbitrage : Romualdo Arppi Filho |

La Belgique accède à son premier quart de finale en éliminant l'URSS lors d'un match prolifique en buts, sept au total (4-3), dont trois marqués durant la prolongation.
| 15 juin 1986                      | Union soviétique             | 3 - 4 a. p.           | Belgique                                              | Estadio Nou Camp, León                            |                                                   |
| 16:00 · Historique des rencontres | Belanov 27e 70e, 111e (pen.) | (1 - 0, 2 - 2, 2 - 3) | Scifo 56e · Ceulemans 77e · Demol 102e · Claesen 110e | Spectateurs : 32 300 Arbitrage : Erik Fredriksson | Spectateurs : 32 300 Arbitrage : Erik Fredriksson |
| 16:00 · Historique des rencontres | (Rapport)                    |                       |                                                       | Spectateurs : 32 300 Arbitrage : Erik Fredriksson | Spectateurs : 32 300 Arbitrage : Erik Fredriksson |

Le Brésil s'impose largement face à la Pologne par quatre buts d'écart.
| 16 juin 1986                      | Brésil                                                             | 4 - 0   | Pologne | Estadio Jalisco, Guadalajara                 |                                              |
| 12:00 · Historique des rencontres | Sócrates 30e (pen.) · Josimar 55e · Edinho 79e · Careca 83e (pen.) | (1 - 0) |         | Spectateurs : 45 000 Arbitrage : Volker Roth | Spectateurs : 45 000 Arbitrage : Volker Roth |
| 12:00 · Historique des rencontres | (Rapport)                                                          |         |         | Spectateurs : 45 000 Arbitrage : Volker Roth | Spectateurs : 45 000 Arbitrage : Volker Roth |

Dans un match aux allures de derby entre deux pays voisins, l'Argentine, absente du précédent Mundial au Mexique en 1970, élimine l'Uruguay sur le petit score de 1-0 et se retrouve en quarts de finale.
| 16 juin 1986                      | Argentine    | 1 - 0   | Uruguay | Estadio Cuauhtémoc, Puebla                     |                                                |
| 16:00 · Historique des rencontres | Pasculli 42e | (1 - 0) |         | Spectateurs : 26 000 Arbitrage : Luigi Agnolin | Spectateurs : 26 000 Arbitrage : Luigi Agnolin |
| 16:00 · Historique des rencontres | (Rapport)    |         |         | Spectateurs : 26 000 Arbitrage : Luigi Agnolin | Spectateurs : 26 000 Arbitrage : Luigi Agnolin |

La France bat l'Italie, championne sortante.
| 17 juin 1986                      | France                    | 2 - 0   | Italie | Estadio Olímpico Universitario, Mexico           |                                                  |
| 12:00 · Historique des rencontres | Platini 15e · Stopyra 57e | (1 - 0) |        | Spectateurs : 70 000 Arbitrage : Carlos Esposito | Spectateurs : 70 000 Arbitrage : Carlos Esposito |
| 12:00 · Historique des rencontres | (Rapport)                 |         |        | Spectateurs : 70 000 Arbitrage : Carlos Esposito | Spectateurs : 70 000 Arbitrage : Carlos Esposito |

Par un but de Lothar Matthäus en fin de match, l'Allemagne de l'Ouest sort le Maroc, qui a réalisé une grande performance en passant le premier tour.
| 17 juin 1986                      | Maroc     | 0 - 1   | Allemagne de l'Ouest | Estadio Universitario, Monterrey                |                                                 |
| 16:00 · Historique des rencontres |           | (0 - 0) | Matthäus 87e         | Spectateurs : 19 000 Arbitrage : Zoran Petrović | Spectateurs : 19 000 Arbitrage : Zoran Petrović |
| 16:00 · Historique des rencontres | (Rapport) |         |                      | Spectateurs : 19 000 Arbitrage : Zoran Petrović | Spectateurs : 19 000 Arbitrage : Zoran Petrović |

L'Angleterre écarte le Paraguay qui disputait là son tout premier match à élimination directe en phase finale de Coupe du monde.
| 18 juin 1986                      | Angleterre                       | 3 - 0   | Paraguay | Estadio Azteca, Mexico                           |                                                  |
| 12:00 · Historique des rencontres | Lineker 31e, 73e · Beardsley 56e | (1 - 0) |          | Spectateurs : 99 000 Arbitrage : Jamal Al Sharif | Spectateurs : 99 000 Arbitrage : Jamal Al Sharif |
| 12:00 · Historique des rencontres | (Rapport)                        |         |          | Spectateurs : 99 000 Arbitrage : Jamal Al Sharif | Spectateurs : 99 000 Arbitrage : Jamal Al Sharif |

L'Espagne bat le Danemark par 5 buts à 1, alors que ce dernier avait gagné tous ses matchs de poule et ouvert le score dans cette rencontre avant de s'effondrer en seconde période.
| 18 juin 1986                      | Danemark            | 1 - 5   | Espagne                                                      | Estadio La Corregidora, Querétaro           |                                             |
| 16:00 · Historique des rencontres | J. Olsen 33e (pen.) | (1 - 1) | Butragueño 43e, 56e, 80e, 88e (pen.) · Goikoetxea 68e (pen.) | Spectateurs : 38 500 Arbitrage : Jan Keizer | Spectateurs : 38 500 Arbitrage : Jan Keizer |
| 16:00 · Historique des rencontres | (Rapport)           |         |                                                              | Spectateurs : 38 500 Arbitrage : Jan Keizer | Spectateurs : 38 500 Arbitrage : Jan Keizer |

### Quarts de finale
A Guadalajara, à l'issue d'un match très indécis marqué par une qualité de jeu exceptionnelle, la France élimine le Brésil aux tirs au but malgré le tir manqué de Platini et le tir chanceux de Bellone (la balle frappe le poteau et rebondit dans le dos du gardien Carlos). C'est la deuxième rencontre de Coupe du monde départagée aux tirs au but (la première datant de 1982), et la France y est encore une fois.
| 21 juin 1986                      | Brésil                                          | 1 - 1 a. p.           | France                                           | Estadio Jalisco, Guadalajara               |                                            |
| 12:00 · Historique des rencontres | Careca 17e                                      | (1 - 1, 1 - 1, 1 - 1) | Platini 40e                                      | Spectateurs : 65 000 Arbitrage : Ioan Igna | Spectateurs : 65 000 Arbitrage : Ioan Igna |
| 12:00 · Historique des rencontres | (Rapport)                                       |                       |                                                  | Spectateurs : 65 000 Arbitrage : Ioan Igna | Spectateurs : 65 000 Arbitrage : Ioan Igna |
| 12:00 · Historique des rencontres | Sócrates · Alemão · Zico · Branco · Júlio César | Tirs au but 3 - 4     | Stopyra · Amoros · Bellone · Platini · Fernandez | Spectateurs : 65 000 Arbitrage : Ioan Igna | Spectateurs : 65 000 Arbitrage : Ioan Igna |

L'Allemagne de l'Ouest accède une fois de plus aux demi-finales, également aux tirs au but en sortant le Mexique 4 tirs à 1, après 120 minutes sans but.
| 21 juin 1986                      | Mexique                     | 0 - 0 a. p.       | Allemagne de l'Ouest                    | Estadio Universitario, Monterrey                    |                                                     |
| 16:00 · Historique des rencontres |                             |                   |                                         | Spectateurs : 44 000 Arbitrage : Jesús Díaz Palacio | Spectateurs : 44 000 Arbitrage : Jesús Díaz Palacio |
| 16:00 · Historique des rencontres | (Rapport)                   |                   |                                         | Spectateurs : 44 000 Arbitrage : Jesús Díaz Palacio | Spectateurs : 44 000 Arbitrage : Jesús Díaz Palacio |
| 16:00 · Historique des rencontres | Negrete · Quirarte · Servín | Tirs au but 1 - 4 | Allofs · Brehme · Matthäus · Littbarski | Spectateurs : 44 000 Arbitrage : Jesús Díaz Palacio | Spectateurs : 44 000 Arbitrage : Jesús Díaz Palacio |

Dans une rencontre marquée par de la tension politique entre les deux pays (quatre ans seulement après la guerre des Malouines), l'Argentine bat l'Angleterre 2-1, avec un doublé de Maradona. Ses deux buts entrent dans la légende de la Coupe du monde. Le premier est marqué par la fameuse « Main de Dieu » et validé à tort par l'arbitre, le second par une « chevauchée fantastique » partant du milieu du terrain.
Côté anglais, Lineker réduit le score en fin de match et porte son total à six buts marqués lors du tournoi, ce qui lui permet de remporter le Soulier d'Or du meilleur buteur.
| 22 juin 1986                      | Argentine        | 2 - 1   | Angleterre  | Estadio Azteca, Mexico                          |                                                 |
| 12:00 · Historique des rencontres | Maradona 51e 54e | (0 - 0) | Lineker 81e | Spectateurs : 115 000 Arbitrage : Ali Bennaceur | Spectateurs : 115 000 Arbitrage : Ali Bennaceur |
| 12:00 · Historique des rencontres | (Rapport)        |         |             | Spectateurs : 115 000 Arbitrage : Ali Bennaceur | Spectateurs : 115 000 Arbitrage : Ali Bennaceur |

Fait inédit, trois des quatre quarts de finale de cette Coupe du monde auront été départagés aux tirs au but, le dernier étant Belgique-Espagne. La Belgique réalise le cinq sur cinq dans la séance de départage et accède à sa première demi-finale.
| 22 juin 1986                      | Belgique                                             | 1 - 1 a. p.       | Espagne                                     | Estadio Cuauhtémoc, Puebla                          |                                                     |
| 16:00 · Historique des rencontres | Ceulemans 35e                                        | (1 - 0)           | Señor 85e                                   | Spectateurs : 45 000 Arbitrage : Siegfried Kirschen | Spectateurs : 45 000 Arbitrage : Siegfried Kirschen |
| 16:00 · Historique des rencontres | (Rapport)                                            |                   |                                             | Spectateurs : 45 000 Arbitrage : Siegfried Kirschen | Spectateurs : 45 000 Arbitrage : Siegfried Kirschen |
| 16:00 · Historique des rencontres | Claesen · Scifo · Broos · Vervoort · L. Van Der Elst | Tirs au but 5 - 4 | Señor · Eloy · Chendo · Butragueño · Víctor | Spectateurs : 45 000 Arbitrage : Siegfried Kirschen | Spectateurs : 45 000 Arbitrage : Siegfried Kirschen |

### Demi-finales
La France et l'Allemagne de l'Ouest se retrouvent en demi-finale pour la deuxième fois d'affilée (après le match mythique de 1982) et l'Allemagne se qualifie à nouveau pour la finale, mais cette fois-ci en remportant le match dans le temps réglementaire.
| 25 juin 1986                      | Allemagne de l'Ouest   | 2 - 0   | France | Estadio Jalisco, Guadalajara                   |                                                |
| 12:00 · Historique des rencontres | Brehme 9e · Völler 89e | (1 - 0) |        | Spectateurs : 50 000 Arbitrage : Luigi Agnolin | Spectateurs : 50 000 Arbitrage : Luigi Agnolin |
| 12:00 · Historique des rencontres | (Rapport)              |         |        | Spectateurs : 50 000 Arbitrage : Luigi Agnolin | Spectateurs : 50 000 Arbitrage : Luigi Agnolin |

L'Argentine met fin à l'aventure belge sur le même score que la première demi-finale, et tout comme en quart de finale, Maradona inscrit un doublé.
| 25 juin 1986 | Argentine         | 2 - 0   | Belgique | Estadio Azteca, Mexico                                    |                                                           |
| 16:00        | Maradona 51e, 63e | (0 - 0) |          | Spectateurs : 110 000 Arbitrage : Antonio Márquez Ramírez | Spectateurs : 110 000 Arbitrage : Antonio Márquez Ramírez |
| 16:00        | (Rapport)         |         |          | Spectateurs : 110 000 Arbitrage : Antonio Márquez Ramírez | Spectateurs : 110 000 Arbitrage : Antonio Márquez Ramírez |

### Match pour la troisième place
La France réédite sa performance de 1958 et monte sur le podium en battant la Belgique après prolongation. C'est également la première et seule fois qu'un match pour la troisième place se joue après prolongation.
| 28 juin 1986                      | France                                                       | 4 - 2 a. p.           | Belgique                    | Estadio Cuauhtémoc, Puebla                       |                                                  |
| 12:00 · Historique des rencontres | Ferreri 27e · Papin 43e · Genghini 104e · Amoros 111e (pen.) | (2 - 1, 2 - 2, 3 - 2) | Ceulemans 11e · Claesen 73e | Spectateurs : 21 000 Arbitrage : George Courtney | Spectateurs : 21 000 Arbitrage : George Courtney |
| 12:00 · Historique des rencontres | (Rapport)                                                    |                       |                             | Spectateurs : 21 000 Arbitrage : George Courtney | Spectateurs : 21 000 Arbitrage : George Courtney |

### Finale
L'Allemagne de l'Ouest se qualifie pour sa deuxième finale consécutive, la cinquième de son histoire. Mais elle s'incline contre l'Argentine après être revenue au score.
| Titulaires : |  |
| |  |
| Nery Pumpido · José Luis Brown · José Luis Cuciuffo · Oscar Ruggeri · Julio Olarticoechea · Ricardo Giusti · Sergio Batista · Diego Maradona · Héctor Enrique · Jorge Burruchaga 89e · Jorge Valdano · |  |
| Remplaçants : |  |
| Marcelo Trobbiani 89e · |  |
| Entraîneur : |  |
| Carlos Bilardo |  |

| Titulaires : |  |
| |  |
| Harald Schumacher · Ditmar Jakobs · Thomas Berthold · Karl-Heinz Förster · Hans-Peter Briegel · Lothar Matthäus · Andreas Brehme · Felix Magath 62e · Norbert Eder · Karl-Heinz Rummenigge · Klaus Allofs 46e · |  |
| Remplaçants : |  |
| Rudi Völler 46e · Dieter Hoeness 62e · |  |
| Entraîneur : |  |
| Franz Beckenbauer |  |

| Titulaires : |  |
| |  |
| Nery Pumpido · José Luis Brown · José Luis Cuciuffo · Oscar Ruggeri · Julio Olarticoechea · Ricardo Giusti · Sergio Batista · Diego Maradona · Héctor Enrique · Jorge Burruchaga 89e · Jorge Valdano · |  |
| Remplaçants : |  |
| Marcelo Trobbiani 89e · |  |
| Entraîneur : |  |
| Carlos Bilardo |  |

| Titulaires : |  |
| |  |
| Harald Schumacher · Ditmar Jakobs · Thomas Berthold · Karl-Heinz Förster · Hans-Peter Briegel · Lothar Matthäus · Andreas Brehme · Felix Magath 62e · Norbert Eder · Karl-Heinz Rummenigge · Klaus Allofs 46e · |  |
| Remplaçants : |  |
| Rudi Völler 46e · Dieter Hoeness 62e · |  |
| Entraîneur : |  |
| Franz Beckenbauer |  |

## Les 22 champions du monde
Voir l'article Équipe d'Argentine de football à la Coupe du monde 1986.

## Titres personnels

### Meilleurs buteurs
6 buts
- Gary Lineker (soulier d'or)

5 buts
- Diego Maradona
- Emilio Butragueño
- Careca

4 buts
- Preben Elkjær Larsen
- Alessandro Altobelli
- Igor Belanov
- Jorge Valdano

### Meilleurs passeurs
5 passes
- Diego Maradona

4 passes
- Dominique Rocheteau

3 passes
- Igor Belanov

### Meilleur joueur (ballon d'or)
- Diego Maradona

### Meilleur jeune joueur
- Vincenzo Scifo

### Meilleur gardien
- Jean-Marie Pfaff